# العلاقات البرتغالية الجيبوتية
العلاقات البرتغالية الجيبوتية هي العلاقات الثنائية التي تجمع بين البرتغال وجيبوتي.

## مقارنة بين البلدين
هذه مقارنة عامة ومرجعية للدولتين:
| وجه المقارنة                                              | البرتغال                                                  | جيبوتي                    |
| --------------------------------------------------------- | --------------------------------------------------------- | ------------------------- |
| المساحة (كم2)                                             | 92.21 ألف                                                 | 23.20 ألف                 |
| عدد السكان (نسمة)                                         | 10.60 مليون                                               | 956.99 ألف                |
| الكثافة السكانية (ن./كم²)                                 | 114.95                                                    | 41.25                     |
| العاصمة                                                   | لشبونة                                                    | جيبوتي                    |
| اللغة الرسمية                                             | اللغة البرتغالية، اللغة الميراندية                        | لغة فرنسية، اللغة العربية |
| العملة                                                    | يورو، اسكودو برتغالي                                      | فرنك جيبوتي               |
| الناتج المحلي الإجمالي (بليون دولار)                      | 217.57 مليار                                              | 1.84 مليار                |
| الناتج المحلي الإجمالي (تعادل القوة الشرائية) بليون دولار | 307.82 مليار                                              | 3.10 مليار                |
| الناتج المحلي الإجمالي الاسمي للفرد دولار أمريكي          | 19.22 ألف                                                 | 1.95 ألف                  |
| الناتج المحلي الإجمالي للفرد دولار أمريكي                 | 28.76 ألف                                                 | 3.27 ألف                  |
| مؤشر التنمية البشرية                                      | 0.830                                                     | 0.470                     |
| رمز المكالمات الدولي                                      | +351                                                      | +253                      |
| رمز الإنترنت                                              | .pt                                                       | .dj                       |
| المنطقة الزمنية                                           | توقيت غرب أوروبا، توقيت غرب أوروبا الصيفي، أوروبا/لشبونة ‏ | ت ع م+03:00               |

## منظمات دولية مشتركة
يشترك البلدان في عضوية مجموعة من المنظمات الدولية، منها:
| علم المنظمة | اسم المنظمة                        | تاريخ انضمام البرتغال | تاريخ انضمام جيبوتي |
| ----------- | ---------------------------------- | --------------------- | ------------------- |
|             | وكالة ضمان الاستثمار متعدد الأطراف | 6 يونيو 1988          | 12 يناير 2007       |
|             | البنك الإفريقي للتنمية             | ?                     | ?                   |
|             | منظمة الشرطة الجنائية الدولية      | ?                     | ?                   |
|             | منظمة حظر الأسلحة الكيميائية       | ?                     | ?                   |
|             | منظمة التجارة العالمية             | ?                     | ?                   |
|             | البنك الدولي للإنشاء والتعمير      | 29 مارس 1961          | 1 أكتوبر 1980       |
|             | الأمم المتحدة                      | 14 ديسمبر 1955        | 20 سبتمبر 1977      |
|             | مؤسسة التمويل الدولية              | 8 يوليو 1966          | 1 أكتوبر 1980       |
|             | يونسكو                             | 11 مارس 1965          | 31 أغسطس 1989       |
|             | مؤسسة التنمية الدولية              | 29 ديسمبر 1992        | 1 أكتوبر 1980       |
|             | الاتحاد البريدي العالمي            | ?                     | ?                   |
|             | الاتحاد الدولي للاتصالات           | 1866                  | 22 نوفمبر 1977      |

## وصلات خارجية
- موقع وزارة الخارجية البرتغالية